# Clathrotropis
Clathrotropis es un género perteneciente a la familia Fabaceae. Comprende 9 especies descritas y de estas, solo 5 aceptadas.

## Taxonomía
El género fue descrito por (Benth.) Harms y publicado en Genera Siphonogamarum 221. 1901.

## Especies aceptadas
A continuación las especies del género aceptadas hasta julio de 2014. Para cada una se indica el nombre binomial seguido del autor, abreviado según las convenciones y usos.
- Clathrotropis brachypetala (Tul.) Kleinhoonte
- Clathrotropis brunnea Amshoff
- Clathrotropis glaucophylla Cowan
- Clathrotropis macrocarpa Ducke
- Clathrotropis nitida (Benth.) Harms